# Carlo Rubbia

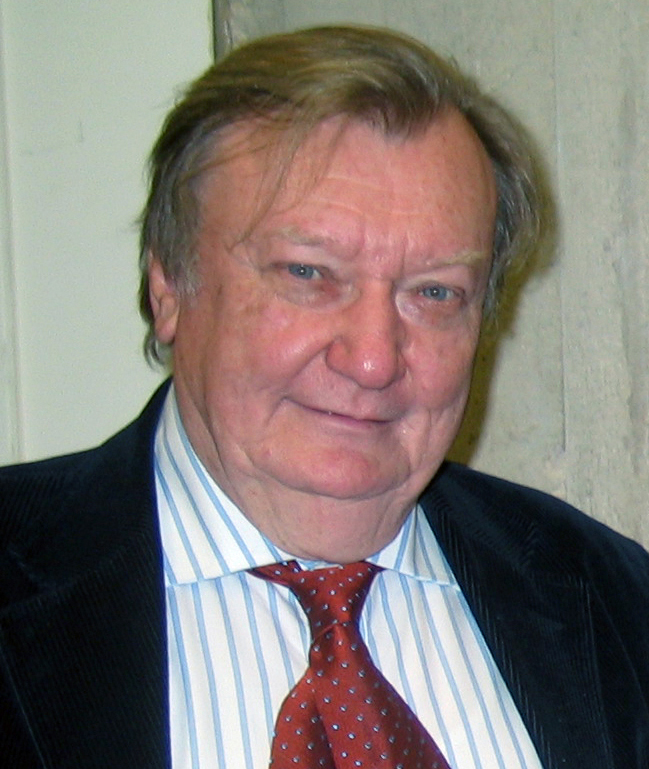
Carlo Rubbia

Carlo Rubbia (Gorizia, 1934. március 31. –) Nobel-díjas olasz fizikus.

## Élete
Rubbia Olaszország Friuli-Venezia Giulia régiójában, a szlovén határ közelében fekvő Goriziában született. A középiskola elvégzése után a pisai Scuola Normale fizika karán tanult, ahol diplomáját a kozmikus sugárzással kapcsolatban szerezte meg. 1958-ban az Amerikai Egyesült Államokba ment, hogy szélesítse tudását, és megismerkedjen a részecskegyorsítókkal.
1960 körül visszatért Európába az újonnan alapított CERN-be, ahol a gyenge kölcsönhatás szerkezetét vizsgáló kísérleteken dolgozott. 1970-ben a Harvard Egyetem professzora volt, de továbbra is rendszeresen utazott a CERN-be. 1976-ban javasolta, hogy a CERN-beli szuper proton szinkrotront alakítsák át úgy, hogy benne protont lehessen ütköztetni antiprotonnal ugyanabban a gyorsítógyűrűben, emellett elkészítették a világ első antiproton üzemét. Az ütköztető 1981-ben kezdett el működni, és 1983 januárjában bejelentették, hogy sikerült gyenge kölcsönhatást közvetítő W-bozont sikerült létrehozni és megfigyelni a szuper protonszinkrotron mellett épült UA1 detektorban. Pár hónappal később a nehezebben megfigyelhető Z-bozont is megfigyelték.
A következő évben, 1984-ben Rubbia és Simon van der Meer megosztva megkapta a fizikai Nobel-díjat.
Rubbia tovább dolgozott az UA1-en és a Harvardon 1989-ig. Ekkor elfogadta a CERN főigazgatói posztját, melyet 1993-ig töltött be.
Carlo Rubbia jelenleg az olasz Paviai Egyetem professzora, és az ENEA (az biztonságos erőművek olasz intézete) elnöke. 2013. augusztus 30-án Giorgio Napolitano olasz köztársasági elnök örökös szenátorrá nevezte ki.